# Schloss Windegg

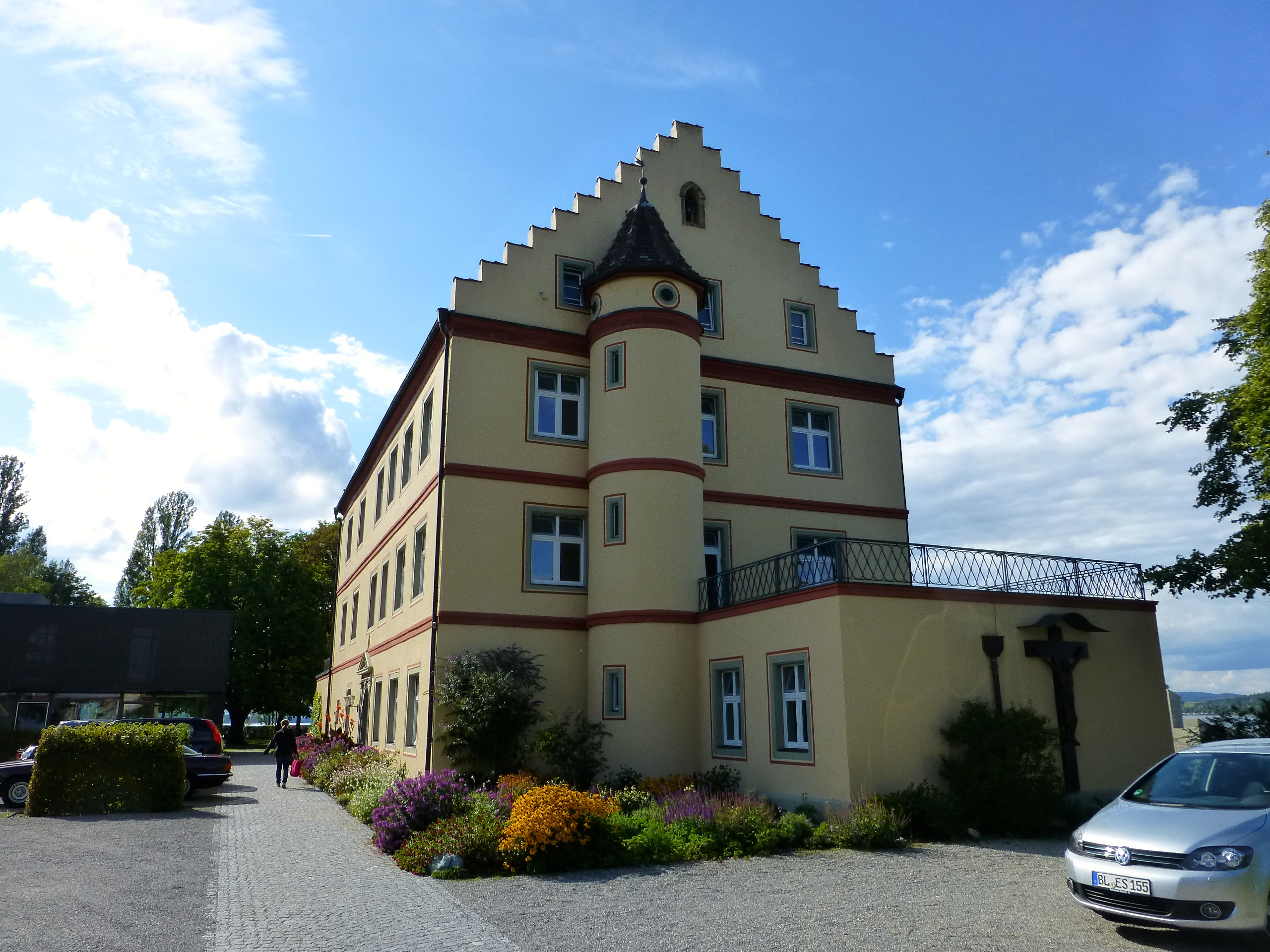
Schloss Windegg

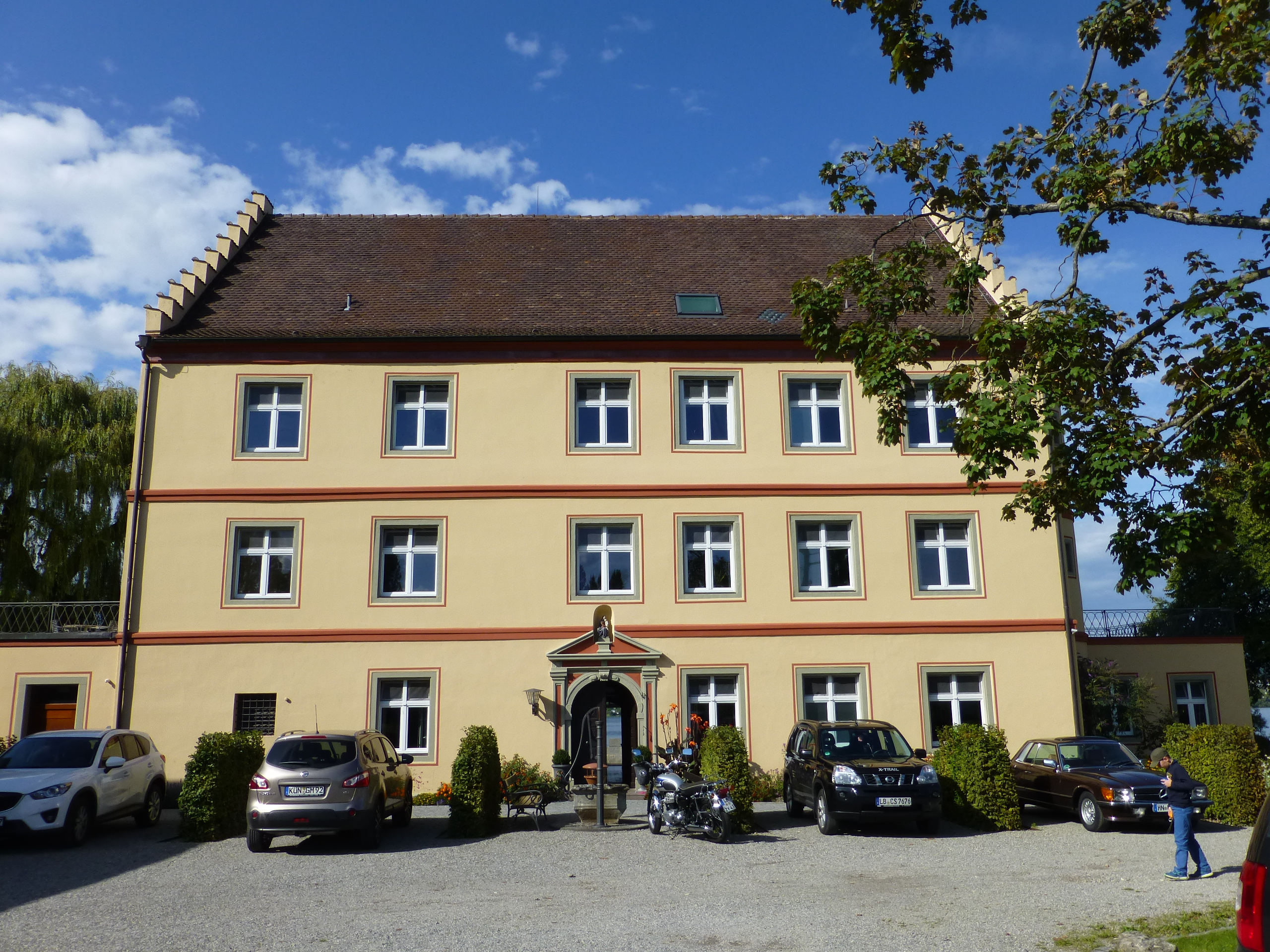
Eingangsseite

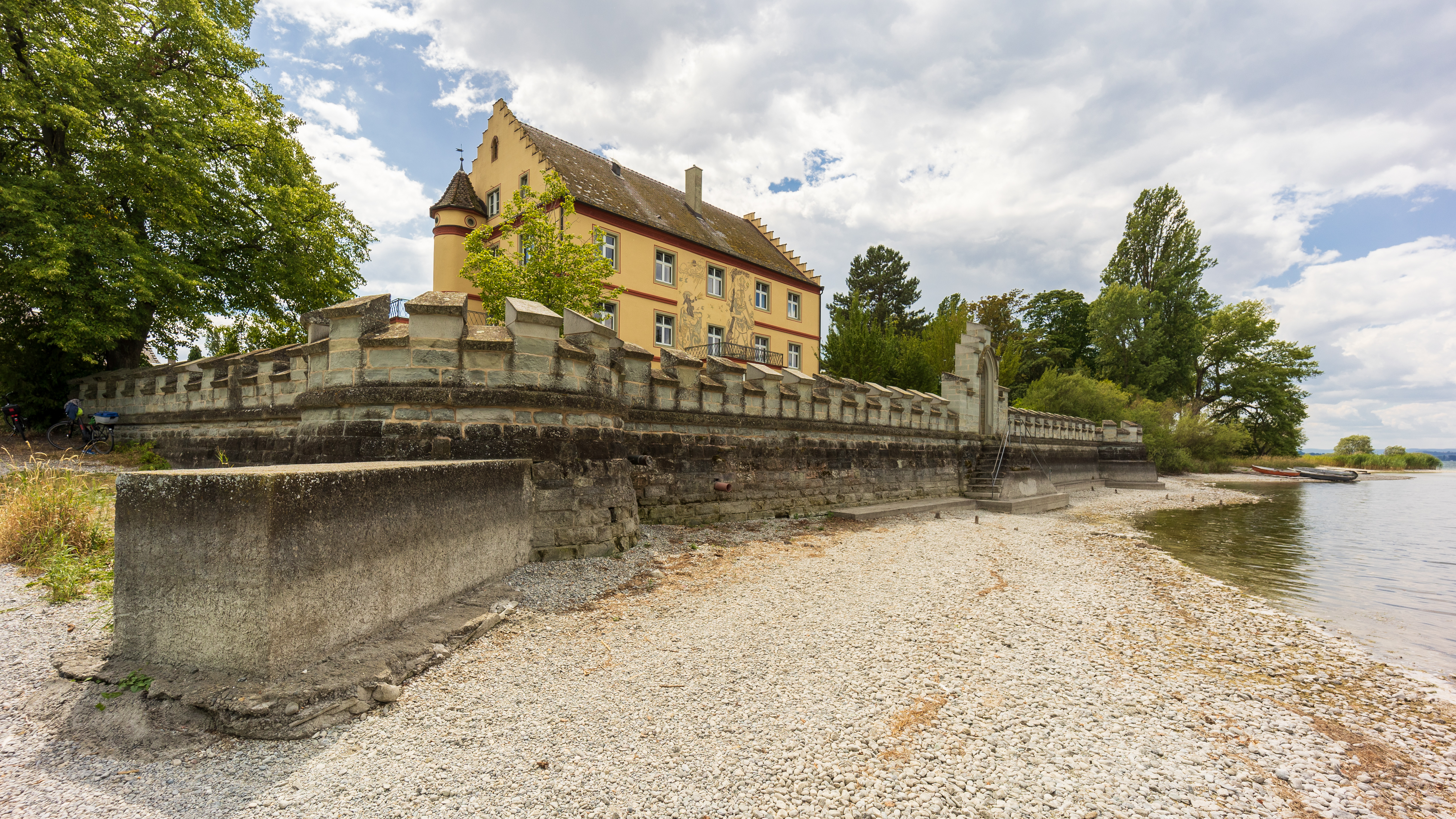
Das Schloss von der See-Seite aus

Schloss Windegg, auch Schloss Windeck, ist ein Schloss an der nordwestlichen Spitze der Insel Reichenau im Landkreis Konstanz in Baden-Württemberg.
Das in Niederzell 1667 im Stil der Spätrenaissance umgebaute Bauwerk ersetzte eine im 14. Jahrhundert errichtete Burg der Ministerialen der Reichenau. Vermutlich wurde es ursprünglich als klösterliches Gästehaus in Sichtweite der romanischen Säulenbasilika St. Peter und Paul in Niederzell erbaut. Bereits 1627 wurde es umfassend renoviert und zu einem dreigeschossigen Gebäude mit Staffelgiebeln umgebaut. Der Gebäudekomplex besteht aus einem dreigeschossigen, rechteckigen Bauwerk mit Staffelgiebeln im Stil der Spätrenaissance. Die Abmessungen sind 21,88 m Länge × 12,80 m Breite. 1912, 1985 und 2010 erfolgten umfangreiche Sanierungsmaßnahmen. Die ehemalige Schlosskapelle mit Kreuzgratgewölbe dient heute ein Speisesaal; der ehemalige Bibliothekssaal im 1. Obergeschoss ist heute ein Aufenthaltsraum mit einem großzügigen Kachelofen. Im 2. Obergeschoss findet man im Westen eine ausladende Korbbogentür, dem Zugang zum ehemaligen Repertorium, und im Nordosten das so genannte Papstzimmer. Papst Martin V. soll 1417 nach seiner Wahl am Konstanzer Konzil hier für kurze Zeit gewohnt haben.
Von 1630 bis zur Säkularisation im Jahre 1803 waren die Bischöfe von Konstanz Eigentümer des Anwesens, danach der badische Staat. 1817 erwarb es Karl Hahnemann aus Konstanz. 1889 kam es in den Besitz der Benediktinerabtei Beuron. 1909 erwarb das Schloss der Kaufmann Alfred Gut, um es kurz darauf an den Sanitätsrat Hahn weiter zu verkaufen. 1954 gelangte es in den Besitz der Energie-Versorgung Schwaben AG. Heutiger Eigentümer ist deren Rechtsnachfolger, die EnBW Energie Baden-Württemberg, die das Anwesen als Freizeitheim und Tagungshotel betreibt. Eine Besichtigung ist nicht möglich.
Die Namensgebung zielt auf die Lage an der nordwestlichen Spitze der Insel ab, das Gebäude mit den Staffelgiebeln ist dort dem Wind ausgesetzt.
Im Volksmund wird das Schloss Windegg „’s Bürgle“ genannt, auch „Birgle“ oder „Bürglin“.
Das Schloss ist ein Kulturdenkmal im Sinne des § 12 des Denkmalschutzgesetzes.